# Michele Di Ruberto
Michele Di Ruberto (Pietramontecorvino, 28 agosto 1934 – Roma, 26 aprile 2025) è stato un arcivescovo cattolico italiano.

## Biografia
Michele Di Ruberto nacque il 28 agosto 1934 a Pietramontecorvino, in provincia di Foggia.

### Ministero sacerdotale
Venne ordinato sacerdote per la diocesi di Lucera il 29 settembre 1957 dal vescovo Domenico Vendola.
Studiò alla Pontificia Università Lateranense e all'Università di Napoli. Nel 1969 entrò a far parte della Congregazione delle cause dei santi, come sotto-segretario dal 1993.
Dal 15 maggio 2004 al 15 novembre 2009 fu giudice esterno del Tribunale di prima istanza per le cause di nullità di matrimonio della Regione Lazio.

### Ministero episcopale
Il 5 maggio 2007 papa Benedetto XVI lo nominò segretario della Congregazione delle cause dei santi, innalzandolo alla dignità arcivescovile e assegnandogli il titolo di Biccari. Ricevette la consacrazione episcopale il 30 giugno seguente per imposizione delle mani del cardinale segretario di Stato Tarcisio Bertone, co-consacranti il cardinale José Saraiva Martins (prefetto della Congregazione) e il vescovo Francesco Zerrillo (vescovo di Lucera-Troia).
Il 29 dicembre 2010 papa Benedetto XVI accettò la sua rinuncia all'incarico per raggiunti limiti di età.
Morì il 26 aprile 2025 a Roma all'età di 90 anni.
Una volta riportata in Puglia la salma, i funerali furono celebrati dal vescovo Giuseppe Giuliano nella cattedrale di Lucera il 28 aprile seguente e venne poi tumulato nella tomba di famiglia a Pietramontecorvino.

## Genealogia episcopale
La genealogia episcopale è:
- Cardinale Scipione Rebiba
- Cardinale Giulio Antonio Santori
- Cardinale Girolamo Bernerio, O.P.
- Arcivescovo Galeazzo Sanvitale
- Cardinale Ludovico Ludovisi
- Cardinale Luigi Caetani
- Cardinale Ulderico Carpegna
- Cardinale Paluzzo Paluzzi Altieri degli Albertoni
- Papa Benedetto XIII
- Papa Benedetto XIV
- Cardinale Enrico Enriquez
- Arcivescovo Manuel Quintano Bonifaz
- Cardinale Buenaventura Córdoba Espinosa de la Cerda
- Cardinale Giuseppe Maria Doria Pamphilj
- Papa Pio VIII
- Papa Pio IX
- Cardinale Gustav Adolf von Hohenlohe-Schillingsfürst
- Arcivescovo Salvatore Magnasco
- Cardinale Gaetano Alimonda
- Cardinale Agostino Richelmy
- Vescovo Giuseppe Castelli
- Vescovo Gaudenzio Binaschi
- Arcivescovo Albino Mensa
- Cardinale Tarcisio Bertone, S.D.B.
- Arcivescovo Michele Di Ruberto